# William Bowman (chirurg)

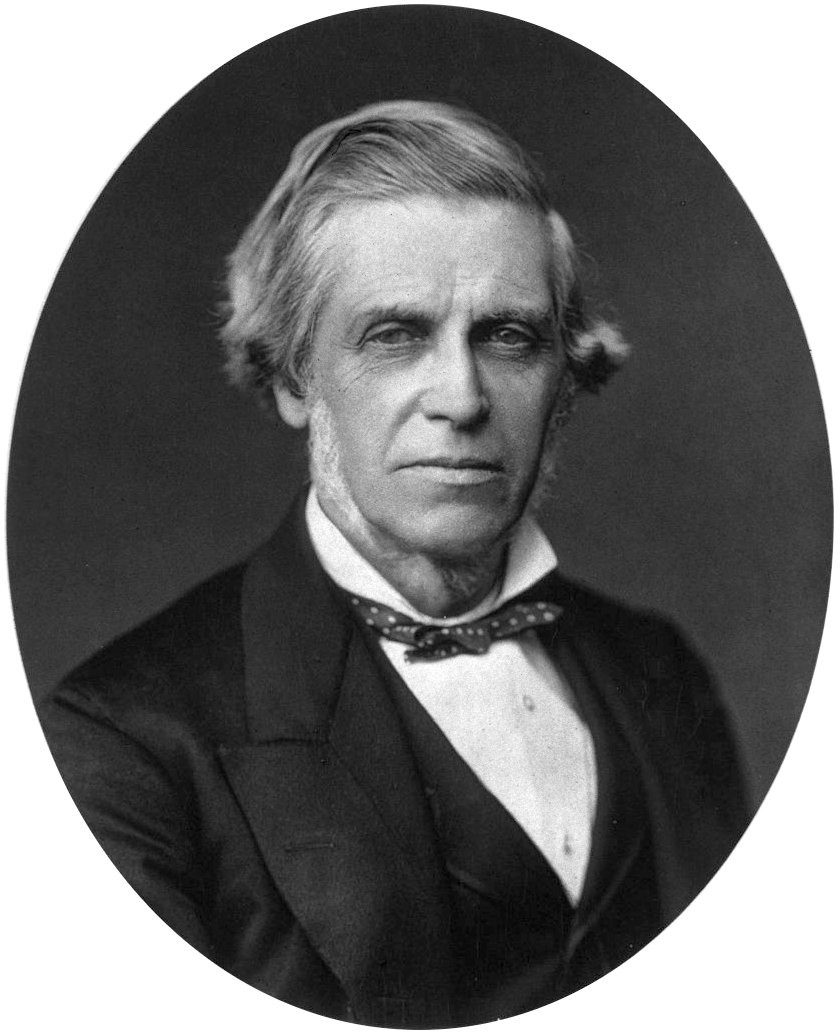
William Bowman

Această pagină se referă la un chirurg. Pentru alte persoane omonime, vedeți William Bowman.
Sir William Bowman, 1st Baronet (n. 20 iulie 1816 - d. 29 martie 1892) a fost un chirurg, histolog, oftalmolog și anatomist englez.
Este cunoscut pentru cercetările sale, efectuate cu microscopul, asupra organelor umane.
A fost unul dintre primii utilizatori ai oftalmoscopului, aparat inventat de Hermann von Helmholtz cu câțiva ani înainte (în 1851).
În 1880 a pus bazele societății de profil 'Ophthalmological Society', care ulterior avea să devină Royal College of Ophthalmologists.
În 1884, regina Victoria i-a acordat titlul de baronet.
Glandele lui Bowman (situate la nivelul mucoasei olfactive) și membrana lui Bowman (situată la nivelul corneei) îi poartă numele.